# Соснівка (зупинний пункт, Південна залізниця)
Сосні́вка (МФА: [soˈsɲiu̯kɐ] ( прослухати)) — пасажирський залізничний зупинний пункт Харківської дирекції Південної залізниці розташований на одноколійній, електрифікованій постійним струмом лінії Шпаківка — Готня.
Розташований у с. Макариха Золочівського району між станціями Золочів та Рогозянка.
На зупинному пункті зупиняються приміські поїзди.